# Giostra (Messina)
Giostra ('a Giustra in siciliano) è un quartiere della V circoscrizione del comune di Messina, che si trova nella vallata del torrente omonimo.

## Origini del nome
Il nome Giostra sembra derivare dall'usanza rinascimentale legata ai tornei o giostre, che si svolgevano nella vallata del torrente omonimo, attestati almeno dalla metà del Cinquecento. In origine, il torrente si chiamava San Leone in onore di papa Leone II, secondo alcuni nato in questa zona, e dal quale prese nome anche il quartiere di San Leone o Saddeo.

## Storia
Fino all'inizio del Novecento la vallata era zona agricola, ma fu interessata dal baraccamento dopo il terremoto del 1908 e, successivamente a partire dagli anni 1930, dalla ricostruzione di alloggi popolari. Infatti, era stata prevista la costruzione di baraccamenti provvisori e di edifici rurali in un'ampia zona, tra le contrade: Dazio, Sacro Cuore di Gesù, Santa Chiara, Tremonti e Villa Lina. La zona fu quindi denominata "Villaggio Giostra". Il quartiere è stato teatro dagli anni 70 in poi di fenomeni mafiosi ed è attualmente uno dei quartieri più degradati della città di Messina.

## Composizione
Giostra è il quartiere più grande e popoloso di Messina. Si estende in direzione est-ovest lungo l'omonimo torrente che dai monti Peloritani scende verso lo stretto di Messina.
Il quartiere presenta al suo interno numerosi rioni, tra i quali abbiamo Dazio, Sacro Cuore di Gesù, Ritiro, San Michele, Santa Chiara, Tremonti e Villa Lina (detta anche San Matteo dal nome della chiesa del rione).